# Championnats de France d'athlétisme 2014
Navigation
Championnats 2013 Championnats 2015
Les Championnats de France d'athlétisme « Élite » 2014 ont eu lieu du 11 au 13 juillet 2014 au Stade Georges-Hébert de Reims. Quarante épreuves figurent au programme de cette compétition (20 masculines et 20 féminines).

## Programme
| Finales | 11 juillet                                            | 12 juillet                                                                    | 13 juillet |
| ------- | ----------------------------------------------------- | ----------------------------------------------------------------------------- | ---------- |
| Hommes  | Marteau 5 000m                                        | 10 000m Marche Javelot 400m haies 800m 400m Triple saut 100m 1500m            |            |
| Femmes  | Javelot 5000m Triple Saut 800m 3 000m steeple Marteau | 10 000m Marche 400m haies 400m Hauteur 100m haies Perche 800m 100m Heptathlon |            |

## Faits marquants
Lors de la deuxième journée de ces championnats de France, Cindy Billaud égale en série le record de France du 100 m haies (12 s 56) établi par Monique Éwanjé-Épée en 1990.
Lors de cette même deuxième journée du samedi 12 juillet 2014, un imbroglio protocolaire survient lors de la remise des médailles de l'heptathlon femmes. Marisa De Aniceto se voit dans un premier temps sur le podium remettre la médaille d'or et décerner le titre de championne de France (5.556 points), alors que Yassmina Omrani, qui possède la double nationalité franco-algérienne, pourtant avec un total supérieur (5.629 points), en est écartée sous prétexte que sa participation est due à une qualification exceptionnelle appuyée par la fédération algérienne. 5 jours plus tard, le Comité Directeur de la FFA réuni le jeudi 17 juillet 2014 à Valence, considérant que Yassmina Omrani possède aussi la nationalité française, change de position et réattribue le titre de championne de France de l'heptathlon à Yassmina Omrani. Bernard Amsalem, président de la FFA, s'engage à " demander que l'on rectifie le classement de ces Championnats. Il fera aussi une lettre d'excuses à l'athlète et lui remettra sa médaille ". (Source : PV Comité Directeur FFA 17 juillet 2014 - page 6)

## Résultats

### Hommes
| Épreuves                   | Or                                        | Argent                            | Bronze                                  |
| -------------------------- | ----------------------------------------- | --------------------------------- | --------------------------------------- |
| 100 m Vent : +0.9m/s       | Christophe Lemaitre 10 s 14 (=SB)         | Ben Bassaw 10 s 34                | Ken Romain 10 s 42                      |
| 200 m Vent : -0.8m/s       | Christophe Lemaitre 20 s 53               | Teddy Tinmar 20 s 79 (PB)         | Pierre Vincent 20 s 84 (SB)             |
| 400 m                      | Mame-Ibra Anne 45 s 80                    | Teddy Atine-Venel 45 s 94 (SB)    | Thomas Jordier 46 s 00 (PB)             |
| 800 m                      | Pierre-Ambroise Bosse 1 min 45 s 57 (CR)  | Paul Renaudie 1 min 47 s 36       | Sofiane Selmouni 1 min 47 s 96          |
| 1 500 m                    | Mahiedine Mekhissi-Benabbad 3 min 46 s 75 | Florian Carvalho 3 min 46 s 98    | Bouabdellah Tahri 3 min 47 s 14         |
| 5 000 m                    | Bouabdellah Tahri 14 min 20 s 66          | Yassine Mandour 14 min 23 s 41    | Hassan Chahdi 14 min 24 s 23            |
| 10 000 m marche            | Yohann Diniz 38 min 08 s 13 (WL,PB)       | Kévin Campion 40 min 01 s 50 (SB) | Antonin Boyez 40 min 58 s 12 (SB)       |
| 110 m haies Vent : +0,3m/s | Pascal Martinot-Lagarde 13 s 10           | Dimitri Bascou 13 s 44            | Simon Krauss 13 s 53                    |
| 400 m haies                | Adrien Clémenceau 50 s 05 (SB)            | Stéphane Yato 50 s 40             | Medhi Omara Besson 50 s 60              |
| 3 000 m steeple            | Yoann Kowal 8 min 49 s 14                 | Tanguy Pepiot 8 min 50 s 07       | Romain Collenot-Spriet 8 min 50 s 17    |
| Relais 4 × 100 m           | EFS Reims Athlétisme 39 s 79              | Val-de-Reuil AC 40 s 98           | Montpellier Agglo Athletic Club 41 s 61 |
| Saut en hauteur            | Mickaël Hanany 2,25 m                     | Florian Labourel 2,22 m (=PB)     | Sébastien Deschamps 2,13 m              |
| Saut à la perche           | Renaud Lavillenie 5,80 m                  | Damiel Dossevi 5,60 m (=SB)       | Alexandre Marchand 5,55 m (PB)          |
| Saut en longueur           | Salim Sdiri 7,96 m                        | Kafétien Gomis 7,75 m             | Yann Randrianasolo 7,72 m               |
| Triple saut                | Yoann Rapinier 17,16 m (SB)               | Benjamin Compaoré 16,89 m         | Karl Taillepierre 16,54 m (SB)          |
| Lancer du poids            | Gaëtan Bucki 20,01 m (SB)                 | Tumatai Dauphin 19,01 m           | Frédéric Dagée 18,50 m                  |
| Lancer du disque           | Lolassonn Djouhan 57,90 m                 | Stéphane Marthély 55,67 m         | Jean-François Aurokiom 54,32 m          |
| Lancer du marteau          | Jérôme Bortoluzzi 74,01 m                 | Frédérick Pouzy 72,24 m (SB)      | Aurélien Boisrond 70,26 m               |
| Lancer du javelot          | Jérémy Nicollin 74,41 m (PB)              | Killian Duréchou 73,29 m          | Lucas Leroy 69,49 m                     |
| Décathlon                  | Florian Geffrouais 8 164 pts (PB)         | Gaël Querin 8 124 pts (SB)        | Maxime Maugein 7 764 pts                |

### Femmes
| Épreuves                    | Or                                 | Argent                               | Bronze                                 |
| --------------------------- | ---------------------------------- | ------------------------------------ | -------------------------------------- |
| 100 m Vent : 2,1 m/s        | Myriam Soumaré 11 s 08             | Ayodele Ikuesan 11 s 16              | Céline Distel-Bonnet 11 s 18           |
| 200 m Vent : + 1,6 m/s      | Céline Distel-Bonnet 24 s 09       | Jennifer Galais 24 s 19              | Brigitte Ntiamoah 24 s 40              |
| 400 m                       | Marie Gayot 52 s 27                | Floria Guei 52 s 58                  | Estelle Perrossier 52 s 99             |
| 800 m                       | Renelle Lamote 2 min 02 s 01       | Justine Fedronic 2 min 02 s 69       | Clarisse Moh 2 min 02 s 78             |
| 1 500 m                     | Clémence Calvin 4 min 16 s 21 (PB) | Charlène Puel 4 min 16 s 34 (PB)     | Sandra Beuvière 4 min 17 s 11          |
| 5 000 m                     | Laila Traby 15 min 59 s 60         | Christine Bardelle 16 min 03 s 52    | Sophie Duarte 16 min 04 s 64 (SB)      |
| 10 000 m marche             | Emilie Tissot 46 min 36 s 92 (PB)  | Violaine Averous 46 min 51 s 40 (PB) | Emilie Menuet 47 min 27 s 48 (PB)      |
| 100 m haies Vent : +1.4 m/s | Cindy Billaud 12 s 58              | Reina-Flor Okori 13 s 01 (SB)        | Aisseta Diawara 13 s 13 (SB)           |
| 400 m haies                 | Aurélie Chaboudez 57 s 36          | Maëva Contion 57 s 68 (=PB)          | Phara Anacharsis 57 s 85               |
| 3 000 m steeple             | Claire Perraux 9 min 58 s 09       | Aisse Sow 10 min 07 s 54 (PB)        | Fanjanteino Felix 10 min 10 s 39       |
| Relais 4 × 100 m            | Sud Oise Athlétisme 46 s 27        | Athlé Sud 77 47 s 31                 | Entente Athlétique Grenoble 38 47 s 32 |
| Saut en hauteur             | Mélanie Melfort 1,85 m (SB)        | Marine Vallet 1,82 m                 | Nawal Meniker Dior Delophont 1,82 m    |
| Saut à la perche            | Vanessa Boslak 4,45 m              | Marion Fiack 4,40 m                  | Marion Lotout 4,40 m                   |
| Saut en longueur            | Éloyse Lesueur 6,86 m (CR)         | Marquilu Nervilus 6,30 m (SB)        | Amandine Raffin 6,23 m (SB)            |
| Triple saut                 | Nathalie Marie-Nely 13,91 m (SB)   | Teresa Nzola Meso Ba 13,57 m         | Jeanine Assani-Issouf 13,55 m          |
| Lancer du poids             | Jessica Cérival 17,02 m            | Fabienne Digard 16,04 m              | Rose Pierre-Louis 14,86 m              |
| Lancer du disque            | Mélina Robert-Michon 61,42 m       | Pauline Pousse 55,05 m               | Mélanie Pigeon 51,40 m                 |
| Lancer du marteau           | Alexandra Tavernier 66,99 m        | Jessika Guehaseim 65,46 m            | Laetitia Bambara 65,23 m               |
| Lancer du javelot           | Mathilde Andraud 58,25 m (=PB)     | Sephora Bissoly 55,22 m (SB)         | Alexia Kogut-Kubiak 54,77 m (SB)       |
| Heptathlon                  | Yassmina Omrani 5629 pts (SB)      | Marisa De Aniceto 5556 pts (SB)      | Sandra Jacmaire 5466 pts               |